# Барашівка
Барашівка — село в Україні, у Березівській сільській територіальній громаді Житомирського району Житомирської області. Кількість населення становить 1 250 осіб (2001). У 1923—58 роках — адміністративний центр однойменної сільської ради.

## Населення
У 1885 році кількість мешканців становила 287, дворів — 22.
Відповідно до результатів перепису населення Російської імперії 1897 року, загальна кількість мешканців села становила 535 осіб, з них: православних — 506, чоловіків — 284, жінок — 251.
В кінці 19 століття в селі проживало 645 мешканців, дворів — 81.
У 1906 році в поселенні налічувалося 768 жителів, дворів — 128, у 1923 році — 959 жителів, 188 дворів.
Відповідно до результатів перепису населення СРСР, кількість населення, станом на 12 січня 1989 року, становила 1 029 осіб. Станом на 5 грудня 2001 року, відповідно до перепису населення України, кількість мешканців села становила 1 250 осіб.

## Історія
На околиці села знаходиться ґрунтовий могильник VI—VII ст. Історична дата утворення — 1500 рік. Входило до складу Житомирського староства. Згадується в люстраціях Житомирського замку за 1615 та 1622 роки.
В другій половині 19 століття — село Троянівської волості Житомирського повіту Волинської губернії, на річці Лісова, за 8 верст від Житомира та найближчої поштової станції, за 42 версти від найближчої залізничної станції Бердичів. Православна парафія 7 класу, до парафії належали села Альбинівка (5 верст), Березівка (10 верст) та хутори Давидівка, Довжик і Плоски. Сусідні парафії: Вільськ (20 верст) та Шумськ (12 верст). Кам'яну церкву збудовано у 1849 році, за державні кошти, передана до парафії та освячена 1853 року. При церкві 49 десятин землі.
У 1885 році — колишнє державне село Троянівської волості Житомирського повіту Волинської губернії, на річці Лісова. Були церковна парафія та заїзд.
В кінці 19 століття — село Троянівської волості Житомирського повіту Волинської губернії, на річці Лісова Кам'янка, за 11 верст від Житомира та 42 версти від Бердичева.
У 1906 році — село Троянівської волості (6-го стану) Житомирського повіту Волинської губернії. Відстань до повітового та губернського центру, м. Житомир, становила 8 верст, до волосного центру, містечка Троянів — 12 верст. Найближче поштово-телеграфне відділення розташовувалося в Житомирі.
У 1923 році увійшло до складу новоствореної Барашівської сільської ради, котра, від 7 березня 1923 року, стала частиною новоутвореного Левківського району Житомирської (згодом — Волинська) округи, адміністративний центр ради. Відстань до районного центру, с. Левків, становила 20 верст. Разом із радою, 22 лютого 1924 року, відійшло до складу Троянівського району, 15 вересня 1930 року — Житомирської міської ради, 14 травня 1939 року — новоствореного Житомирського району.
Село постраждало внаслідок геноциду українського народу, проведеного урядом СРСР у 1932—1933 роках. Встановлено імена загиблих від голодомору — це 145 жертв серед жителів села.
У ході Київської наступальної операції 14 листопада 1943 року, частини 7-ї гвардійської кавалерійської дивізії (1-й гвардійський кавалерійській корпус) зайняли Барашівку. Проте, за декілька днів, противники посилили контратаку та знову повернулися. Остаточно зайняте в ході Житомирсько-Бердичівської наступальної операції 31 грудня 1943 року військами 18-ї армії.
12 травня 1958 року адміністративний центр Барашівської сільської ради перенесено до с. Іванівка з одночасним перейменуванням ради на Іванівську. В складі останньої село, 30 грудня 1962 року, перейшло до Коростишівського району, 4 січня 1965 року повернуте до складу відновленого Житомирського району Житомирської області.
На місцевому кладовищі 8 травня 2015 року поховано рештки екіпажу бомбардувальника ДБ-3Ф 229, що загинули 10 липня 1941 року під селом Бондарці: В'ячеслава Симакова та Василя Глєбова. Їх знайшли у липні 2013 року пошуківці історико-патріотичного об'єднання «Пошук».
12 червня 2020 року територію та населені пункти Іванівської сільської ради Житомирського району, відповідно до розпорядження Кабінету Міністрів України № 711-р «Про визначення адміністративних центрів та затвердження територій територіальних громад Житомирської області», включено до складу Березівської сільської територіальної громади Житомирського району Житомирської області.

## Відомі люди
- Журавський Анатолій Федорович (1952—2001) — письменник.
- Рибачок Іван Михайлович (1899—1972) — український радянський вчений, кандидат географічних наук, доцент кафедри економічної географії географічного факультету Київського університету.